# (15053) Bochníček
(15053) Bochníček, désignation internationale (15053) Bochnicek, est un astéroïde de la ceinture principale.

## Description
(15053) Bochnicek est un astéroïde de la ceinture principale. Il fut découvert le 17 décembre 1998 à l'Observatoire d'Ondřejov par Petr Pravec et Ulrika Babiaková. Il présente une orbite caractérisée par un demi-grand axe de 2,23 UA, une excentricité de 0,04 et une inclinaison de 3,2° par rapport à l'écliptique.

## Compléments